# Fredrik Lindström (Biathlet)
Fredrik Wilhelm Lindström (* 24. Juli 1989 in Bredbyn, Gemeinde Örnsköldsvik) ist ein ehemaliger schwedischer Biathlet.

## Karriere

### Anfänge
Fredrik Lindström von Anundsjö SKF ist in Bredbyn aufgewachsen. Er bestritt seine ersten internationalen Rennen 2006 in Presque Isle und 2007 in Martell im Rahmen der Junioren-Weltmeisterschaften. War 2006 ein als Viertplatzierter mit der Staffel erreichter Platz bestes Ergebnis, kam 2007 zum sechsten Staffelrang auch Platz sieben im Sprint und 15 im Verfolgungsrennen. Seit der Saison 2007/08 nahm Lindström immer wieder an Rennen des Junioren-Europacups teil und gewann in Geilo gleich seinen ersten Sprint. Beim anschließenden Verfolgungsrennen fiel er bis auf Platz 28 zurück, erreichte aber auch im folgenden Sprint von Torsby die Spitzenposition. Im anschließenden Verfolgungsrennen konnte er dieses Mal die Top-Position als Zweitplatzierter bestätigen. Die Junioren-WM in Ruhpolding brachte erneut mit Rang sechs in der Staffel das beste Ergebnis, zudem lief der junge Schwede auf Platz 29 im Sprint, 22 in der Verfolgung und 30 im Einzel. 2009 lief Lindström in Canmore seine vierte Junioren-WM. Erneut wurde er Sechster, nun aber im Verfolgungsrennen, mit der Staffel belegte der Schwede nur den achten Rang. Im Sprint wurde er 14. und 17. im Einzel.

### Erster Weltcupeinsatz und erste Olympische Spiele (2008 bis 2010)
Zum Auftakt der Saison 2008/09 debütierte Lindström im IBU-Cup der Herren. Beim ersten Sprint in Idre wurde er 28., im folgenden Verfolgungsrennen verbesserte er sich bis auf den sechsten Platz. In Hochfilzen durfte er den erkrankten Magnus Jonsson erstmals im Weltcup vertreten. Im Sprint wurde Lindström 47., verpasste damit um sieben Ränge die Weltcuppunkte, qualifizierte sich aber für das Verfolgungsrennen, in dem er 55. wurde. Im Verlauf der Saison konnte der Schwede in Whistler weitere Rennen, nun in Vertretung des erkrankten Björn Ferry, laufen. Im Einzel verpasste er erneut als 48. die Punkteränge um wenige Platzierungen, doch im Sprint schaffte er mit einer fehlerfreien Leistung den 13. Platz und wurde damit drittbester Schwede im Rennen nach Jörgen Brink und direkt, nur um eine halbe Sekunde getrennt, hinter Carl Johan Bergman. Bei seinem ersten Staffeleinsatz im Weltcup in Vancouver gewann er mit der schwedischen Staffel das Rennen, es war erst der zweite Erfolg einer schwedischen Herrenstaffel überhaupt. Fredrik Lindström nahm an den Olympischen Winterspielen 2010 teil. Sein bestes Resultat war der 33. Platz in der Verfolgung. Mit der Staffel belegte er Rang 4.
National gewann Lindström bei den Schwedischen Meisterschaften im Biathlon 2010 die Titel sowohl im Sprint als auch in der Verfolgung.

### Erster Weltcupsieg und zweite Olympische Spiele (2010 bis 2014)
In der nacholympischen Saison konnte Lindström erneut in einem Staffelrennen gewinnen. Dieses Mal das Mixedstaffelrennen in Pokljuka, zusammen mit Helena Ekholm, Anna Carin Zidek und Carl Johann Bergman. Dies war der zweite Sieg einer schwedischen Mixedstaffel. Bei seinen ersten Weltmeisterschaften 2011 in Chanty-Mansijsk verfehlte die Herrenstaffel eine Medaille mit einem vierten Platz knapp. Er selbst konnte sowohl im Sprint als auch im Massenstart den 11. Platz erreichen. Beim Saisonfinale in Oslo erzielte er mit jeweils einem fünften Platz in Sprint und Verfolgung seine persönlichen Bestleistungen.
In der folgenden Saison 2011/2012 konnte Fredrik Lindström in Antholz ein Sprintrennen gewinnen und damit seinen ersten Sieg im Weltcup feiern. Bei den Weltmeisterschaften desselben Jahres gewann er im Massenstart mit einem dritten Platz seine erste Medaille. Die schwedische Mixedstaffel verfehlte mit einem vierten Platz das Podest knapp. Zum Saisonende erreichte er im Sprint erneut das Podest mit einem dritten Platz. In der Disziplinwertung des Massenstarts wurde er Vierter.
In der Saison 2012/2013 konnte Lindström nicht an seine guten Platzierungen der Vorsaison anknüpfen. Allerdings erreicht er durch seine konstanten Ergebnisse sowohl im Gesamtweltcup als auch im Einzelweltcup den siebten Platz in der Gesamtwertung. In der Verfolgungswertung wurde er Vierter, ohne einen einzigen Podestplatz erlangt zu haben.
Bei den Weltmeisterschaften in Nové Město gewann er erneut die Bronzemedaille, dieses Mal im Einzelrennen. Im Sprint wurde er Achter und konnte sich in der Verfolgung auf den siebten Platz verbessern.
Bei den Olympischen Winterspielen 2014 lief er in allen Einzelrennen unter die besten zwanzig und wurde im Massenstart Sechster.

### Dritter Staffelsieg und Olympiasieg (2014 bis 2019)
In den folgenden Jahren erzielte Lindström nur noch vereinzelt Top-Ten-Ergebnisse.
Ein vierter Platz im Massenstart in der Saison 2014/15 war seine Saisonbestleistung. In der folgenden Saison konnte er kein Top-Ten-Ergebnis erreichen. In die Saison 2016/17 startete er mit einem neunten Platz im Einzel und einem zweiten im Sprint erfolgreicher. Dieses Niveau konnte er die Saison über aber nicht halten. Bei den Weltmeisterschaften erreichte mit dem sechsten Platz im Massenstart seinen dritten Top-Ten-Platz der Saison. Beim letzten Verfolgungsrennen der Saison wurde er Vierter.
In die olympische Saison 2017/18 startete Linström mit einem siebten Platz im Sprint und einem fünften in der Verfolgung erfolgreich. Auch für die schwedische Staffel verlief der Saisonstart mit einem vierten Platz in Hochfilzen erfolgreich. In Oberhof konnte die Herrenstaffel, bestehend aus Lindström, Martin Ponsiluoma, Sebastian Samuelsson und Jesper Nelin dann ihren ersten Sieg seit 2009 feiern.
An diese Leistung knüpfte die Staffel bei den Olympischen Winterspielen 2018 in Pyeongchang an und Lindström gewann mit Peppe Femling, Sebastian Samuelsson und Jesper Nelin die Goldmedaille in der Herrenstaffel. Zuvor hatte er bereits im Einzelrennen den achten und im Massenstart den 15. Rang belegt.
Nach dem Sprintrennen in Oslo in der Saison 2018/19, bei welchem er den 68. Platz belegte, beendete er seine Karriere als Leistungssportler.

## Statistiken

### Weltcupsiege
Alle Siege bei Biathlon-Weltcups, getrennt aufgelistet nach Einzel- und Staffelrennen. Durch Anklicken des Symbols im Tabellenkopf sind die Spalten sortierbar.
| Nr. | Datum         | Ort     | Disziplin      |
| --- | ------------- | ------- | -------------- |
| 1.  | 20. Jan. 2012 | Antholz | Sprint (10 km) |

| Nr. | Datum         | Ort                  | Disziplin      |
| --- | ------------- | -------------------- | -------------- |
| 1.  | 13. März 2009 | Vancouver (Whistler) | Staffel 1      |
| 2.  | 19. Dez. 2010 | Pokljuka             | Mixedstaffel 2 |
| 3.  | 7. Jan. 2018  | Oberhof              | Staffel 3      |

### Weltcupstatistik
Die Tabelle zeigt alle Platzierungen (je nach Austragungsjahr einschließlich Olympische Spiele und Weltmeisterschaften).
- 1.–3. Platz: Anzahl der Podiumsplatzierungen
- Top 10: Anzahl der Platzierungen unter den ersten zehn (einschließlich Podium)
- Punkteränge: Anzahl der Platzierungen innerhalb der Punkteränge (einschließlich Podium und Top 10)
- Starts: Anzahl gelaufener Rennen in der jeweiligen Disziplin

| Platzierung             | Einzel | Sprint | Verfolgung | Massenstart | Staffel | Gesamt |
| ----------------------- | ------ | ------ | ---------- | ----------- | ------- | ------ |
| 1. Platz                |        | 1      |            |             | 3       | 4      |
| 2. Platz                |        | 2      |            |             | 2       | 4      |
| 3. Platz                | 1      | 1      |            | 1           | 1       | 4      |
| Top 10                  | 4      | 15     | 14         | 7           | 38      | 78     |
| Punkteränge             | 21     | 57     | 51         | 31          | 51      | 211    |
| Starts                  | 27     | 73     | 58         | 31          | 51      | 240    |
| Stand: 25. Februar 2018 |        |        |            |             |         |        |

### Olympische Winterspiele
Ergebnisse bei Olympischen Winterspielen:
|                                             | Einzelwettbewerbe | Einzelwettbewerbe | Einzelwettbewerbe | Einzelwettbewerbe | Staffelwettbewerbe | Staffelwettbewerbe |
| Sprint                                      | Verfolgung        | Einzel            | Massenstart       | Herrenstaffel     | Mixedstaffel       |                    |
| ------------------------------------------- | ----------------- | ----------------- | ----------------- | ----------------- | ------------------ | ------------------ |
| Olympische Winterspiele 2010 \| Vancouver   | 38.               | 33.               | 77.               | –                 | 4.                 |                    |
| Olympische Winterspiele 2014 \| Sotschi     | 18.               | 13.               | 15.               | 6.                | 10.                | –                  |
| Olympische Winterspiele 2018 \| Pyeongchang | 39.               | 29.               | 8.                | 15.               | 1.                 | 11.                |

### Weltmeisterschaften
Ergebnisse bei Weltmeisterschaften:
|                                               | Einzelwettbewerbe | Einzelwettbewerbe | Einzelwettbewerbe | Einzelwettbewerbe | Staffelwettbewerbe | Staffelwettbewerbe |
| Sprint                                        | Verfolgung        | Einzel            | Massenstart       | Herrenstaffel     | Mixedstaffel       |                    |
| --------------------------------------------- | ----------------- | ----------------- | ----------------- | ----------------- | ------------------ | ------------------ |
| Weltmeisterschaften 2011 Chanty-Mansijsk      | 11.               | 25.               | 61.               | 11.               | 3.                 | –                  |
| Weltmeisterschaften 2012 Ruhpolding           | 6.                | 10.               | 10.               | 3.                | 16.                | 4.                 |
| Weltmeisterschaften 2013 Nové Město na Moravě | 8.                | 7.                | 3.                | 12.               | 10.                | 13.                |
| Weltmeisterschaften 2015 Kontiolahti          | 20.               | 24.               | 38.               | 12.               | –                  | 16.                |
| Weltmeisterschaften 2016 Oslo                 | 30.               | 34.               | 29.               | –                 | 7.                 | 12.                |
| Weltmeisterschaften 2017 Hochfilzen           | 30.               | 17.               | 38.               | 8.                | 11.                | 6.                 |
| Weltmeisterschaften 2019 Östersund            | –                 | 66.               | –                 | –                 | 7.                 | –                  |

### Juniorenweltmeisterschaften
Ergebnisse bei Juniorenweltmeisterschaften:
| Weltmeisterschaft | Weltmeisterschaft | Sprint | Verfolgung | Einzel | Staffel |
| Jahr              | Ort               | Sprint | Verfolgung | Einzel | Staffel |
| ----------------- | ----------------- | ------ | ---------- | ------ | ------- |
| 2006              | Presque Isle      | 38.    | 38.        | 50.    | 4.      |
| 2007              | Martell           | 7.     | 15.        | 46.    | 6.      |
| 2008              | Ruhpolding        | 29.    | 22.        | 30.    | 6.      |
| 2009              | Canmore           | 14.    | 6.         | 17.    | 8.      |